# Municipio Ayacucho (Táchira)
Ayacucho es un municipio que se localiza al noroeste del Estado Táchira, Venezuela. Debe su nombre a la Batalla de Ayacucho que fue dirigida por el militar venezolano Antonio José de Sucre.

## Historia
El municipio Ayacucho, como entidad político-territorial del Estado Táchira, reúne numerosos elementos tangibles e intangibles de naturaleza histórica, cultural y natural que, a lo largo de su proceso gestacional, formativo y de desarrollo, han perfilado su identidad, idiosincrasia y gentilicio. Estos elementos constituyen, desde diversas perspectivas de apreciación y valoración, hitos patrimoniales que han determinado en alto grado su genuina identidad como pueblo. 
Como entidad geopolítica, el municipio Ayacucho fue creado mediante una Ley Federal el 1 de octubre de 1881, dentro de la organización político-territorial de la sección Táchira del recién creado Gran Estado Los Andes.
Sin embargo, sus raíces como entidad política se remontan a cerca de 1832, cuando la Diputación Provincial de Mérida aprobó solemnemente la ordenanza que creó la parroquia civil San Juan de Lobatera, en el entonces llamado caserío San Juan de Los Llanos, actualmente San Juan de Colón. Desde ese momento, la entidad comenzó a ser reconocida por nativos y foráneos a través de una serie de elementos históricos, culturales y naturales que fueron definiendo su sentido de pertenencia. Esta identidad, surgida de forma espontánea y natural, ha perdurado hasta la actualidad como un legado transmitido de generación en generación.
Su fundación se ubica entre los años 1840 y 1852, siendo su primer nombre Aldea Río de las Casas. Posteriormente fue renombrada como San Juan de Lobatera, luego como Los Llanos de San Juan y, finalmente, San Juan de Colón.
El municipio Ayacucho cuenta con vías de comunicación directa con las ciudades de San Cristóbal, Michelena, Lobatera y La Fría, a través de la carretera Panamericana y la autopista San Cristóbal–La Fría.

## Geografía
- Altura: 802 m s. n. m.
- Superficie: 484 km²
- Temperatura: oscila entre 15 a 28 °C
- Clima: predomina tropical lluvioso de selva
- Flora: predomina bosque húmedo tropical
- Cerro El Morrachon

### Hidrografía

#### Ríos
- Peronilo
- Guarumito
- Lobaterita

#### Quebradas
- Las Minas
- La Popa
- La Laja
- Quebrada Grande
- La Blanca
- La Uracá
- La Colorada
- La Rovira
- La San Juana
- San Pedro del Río

### Población
La población mestiza actual data de la segunda mitad del siglo XIX, cuando recibía el nombre de San Juan de Lobatera. Posteriormente fue llamada Los Llanos de San Juan, hasta que finalmente fue llamada San Juan de Colón.
Durante la primera mitad del siglo XIX atrajo la atención de un buen número de inmigrantes europeos, principalmente franceses corsos e italianos quienes, encantados con su excelente clima y preciada ubicación, aportaron muchas de sus costumbres y cultura al acervo Ayacuchense, notándose claramente, por ejemplo, en el modo peculiar en el que los niños y jóvenes llaman a sus abuelos "nonos", tal como lo hacen los italianos. Aproximadamente 45. 000 habitantes, actualmente San Juan de Colón es una urbe en pleno crecimiento, tanto comercial como industrial. Además, la ciudad es un distinguido centro cultural, de las artes y la música.

### Límites
Limita al norte con los municipios García de Hevia y Antonio Romulo Costa, al este con los municipios Michelena y Seboruco, al sur con los municipios Lobatera y Michelena, y al oeste con Colombia.

### Capital
Su ciudad capital, San Juan de Colón, es conocida por contar con habitantes amables, cordiales y apreciadores de las artes y la cultura, en sus diversas facetas como la pintura, la escultura, el muralismo, las danzas y principalmente la música. Preciados sentimientos de ciudadanía, querencia y pertenencia se pueden distinguir en sus pobladores quedando puestos de manifiesto cuando el Concejo Municipal decide crear la “Ordenanza de Símbolos de Identidad del Municipio Ayacucho”, donde recoge, engrana y perpetúa su valioso legado patrimonial contentivo de su identidad, la cual queda resumida en tres nuevos elementos creados por artistas ayacuchenses: la Bandera, el Escudo de Armas y el Himno, que a partir de la promulgación en Gaceta Municipal de la respectiva Ordenanza, pasaron a conformar de manera oficial la galería de símbolos de identidad del Municipio Ayacucho.

### Parroquias
| Parroquia             | Superficie | Población   | Densidad        | Capital           |
| --------------------- | ---------- | ----------- | --------------- | ----------------- |
| 1.) Rivas Berti       | km²        | hab.        | hab./km²        | San Félix         |
| 2.) San Juan de Colón | km²        | hab.        | hab./km²        | San Juan de Colón |
| 3.) San Pedro del Río | km²        | hab.        | hab./km²        | San Pedro del Río |
| Municipio Ayacucho    | 484 km²    | 69.387 hab. | 143,36 hab./km² | San Juan de Colón |

## Transporte
La ciudad se encuentra comunicada vía terrestre con las ciudades de Michelena, Lobatera y La Fría a través de la Carretera Panamericana, así como también está conectada a la capital del estado, San Cristóbal, por la Autopista Colón-San Cristóbal, cuyo comienzo se encuentra en la entrada del sector La Parrilla, al margen de la Carretera Panamericana. La principal avenida de Colón (como comúnmente se abrevia el nombre de la ciudad) es la "Luis Hurtado Higuera", misma donde se emplaza su principal centro asistencial público, el Hospital "Doctor Ernesto Segundo Paolini".
Cuenta con dos aeropuertos relativamente cercanos, los cuales son: El Aeropuerto Internacional "Juan Vicente Gómez" ubicado en la ciudad de San Antonio del Táchira. Desde Colón se puede llegar a dicho aeropuerto por la carretera San Pedro del Río-El Vallado-Ureña. El otro es el Aeropuerto Internacional "Francisco García de Hevia", de la ciudad de La Fría, cuya vía de acceso es la Autopista San Félix-La Fría, que comienza en Estación Táchira, San Félix.
La Carretera Panamericana es la más importante del Estado Táchira, puesto que conecta las ciudades de San Cristóbal, Táriba, Michelena, Lobatera, San Juan de Colon, La Fría, Coloncito, entre muchas otras.

## Economía
Según lo que documenta la Alcaldía del Municipio Ayacucho, el municipio está creciendo económica y demográficamente y podría ser una de las ciudades comerciales más importantes del estado, debido a su ubicación estratégica que une al norte y al sur, además de su cercanía con la frontera colombiana. También la Avenida Universidad se encuentra en su tramo inicial la cual es una ramificación vial de la Avenida Luis Hurtado Higuera que conecta con la Avenida Pérez de Toloza.
La ciudad de San Juan de Colón es una de las ciudades más importantes del estado Táchira; es la tercera ciudad más poblada del estado. Su riqueza esencial es la agricultura cuyo principal rubro es la caña de azúcar, por lo que en ciertos enclaves rurales del municipio, se pueden encontrar muchas fincas con trapiches en los cuales se elabora artesanalmente, en importantes cantidades, la conocida panela o papelón. Además, el los lugares altos, se observan sembradíos de diversas hortalizas, legumbres y frutas, entre las cuales los principales son el plátano y el guineo. 

## Cultura
El municipio cuenta con 2 excelentes recintos para la cultura y el deporte, ellos son:
- La Casa de la Cultura "Pedro Antonio Rios Reyna".
- El Gimnasio Cubierto "Marco Antonio Gabaldón Pulido"

### Deporte
San Juan de Colón fue sede del desaparecido equipo de fútbol profesional "Nacional Táchira", el cual conquistó el torneo profesional venezolano de fútbol 2.001-2.002, siendo su casa el estadio "Orlando Medina", situado al borde del acantilado donde finaliza abrupta y maravillosamente la geografía de la ciudad, ya que la misma se encuentra situada sobre una inmensa meseta rocosa e inclinada la cual, vista desde la distancia, genera un espectáculo visual imponente. En marzo del año 2014, San Juan de Colón albergó otro club de fútbol, llamado R.E.D.I. Colón (Rumbo a la Excelencia Deportiva Internacional), actualmente en la Tercera División del Fútbol Profesional Venezolano, Liga Movistar. Colón es reconocida nacional e internacionalmente por sus escuelas de música clásica y sistemas de orquestas, así como por sus desfiles de ferias patronales de San Juan Bautista.

### Educación
Su institución educativa más antigua, de que se tenga conocimiento, es el "Colegio Parroquial Sucre", ubicado en la calle 3 entre carreras 6 y 7, en el centro de la ciudad. En sus alrededores se encuentra el famoso y también vetusto Grupo Escolar "Francisco de Paula Reyna" en cuyo campus se halla una legendaria y mítica roca llamada "La Piedra del Mapa". En la superficie de esta piedra que mide aproximadamente 1,65 por 1,80 m y 3 toneladas de peso, se pueden apreciar petroglifos hechos por los aborígenes, primeros pobladores de la ciudad, presuntamente indios Timotocuicas o Chibchas. El misterio que envuelve a esta piedra, nace de la leyenda que dice que cualquiera que suba en ella jamás podrá marcharse de la ciudad. Otra leyenda cuenta que hace muchos años, los aborígenes Timotocuicas, removieron la piedra de su lugar y esto desencadenó terribles sucesos cataclísmicos que generaron fuertes temblores y estruendosas tormentas que no cesaron hasta que la piedra fue puesta nuevamente en su sitio. Los petroglifos que se observan en su superficie serían las advertencias, que de estos hechos, legaron los ancestros para la posteridad.
La ciudad también cuenta con liceos públicos y privados:

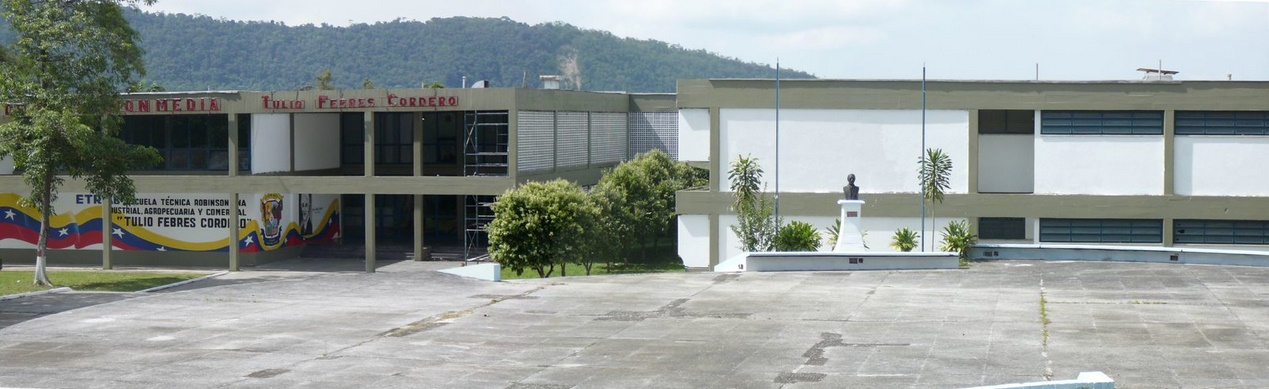
Unidad Educativa “Tulio Febres Cordero”

- Unidad de Educación Media "Tulio Febres Cordero" UNITUFECO, el liceo más extenso e importante del país
- Liceo Colegio Privado "12 de Febrero"
- "Colegio Parroquial Sucre"
- Liceo Nacional "Sagrado Corazón de Jesús"
- Instituto Universitario Tecnológico IUTA
- Unidad Educativa Nacional Liceo "Las Flores"
- Unidad Educativa Nacional "Judith Vivas de Suárez"
- Liceo Nacional "José Gil Fortoul"
- Unidad Educativa Nacional "Andres Bello"
- Unidad Educativa "Colegio Sagrado Corazón de Jesús, Divino Maestro"
- Unidad Educativa "Gran Mariscal de Ayacucho"
- Liceo Nacional "5 de julio"
- Escuela Municipal "Juan Bautista García Roa"
- Liceo Militar "4 de Agosto"
- Preescolar "A-E-I-O-U"
- Liceo Rural Unidad Educativa Nacional "Simón Rodríguez"
- Unidad Educativa "José Teodomiro Escalante"

Unidad Educativa "Mujer Negra"
Colegio Bolívar niño (de Educación inicial y primaria)

### Universidades
Asimismo Colón alberga tres núcleos universitarios:
- Universidad Bolivariana de Venezuela (UBV), que tiene su núcleo en la Aldea Universitaria de Colón, en los terrenos del "Hotel Las Palmeras", el segundo hotel más grande de la ciudad.
- Universidad Politécnica Territorial Agroindustrial Del Estado Táchira (UPTAI), a 250 metros al oeste del UNITUFECO.
- La Universidad Nacional Experimental Del Táchira (UNET), con sede en el edificio de la Biblioteca Pública de Colón "Profesora Herlinda Chacón de Arias", en las cercanías del estadio "Orlando Medina" y adyacente a U.E.N. "Andrés Bello"
- El Instituto Universitario de Educación Especializada IUNE, funcionando en las instalaciones del Liceo "5 de Julio"

## Economía
Tradicionalmente ha sido una región de alta economía agrícola. El municipio produce café, yuca, plátanos, hortalizas, papas, apio, guineo, leguminosas y frutas. Hay numerosas crías de ganado vacuno y porcino. Las aves de corral cubren ampliamente la demanda local. En San Juan de Colón se producen artículos de cestería y cerámica. La dulcería y las diversas clases de panes son famosas en el estado y a nivel nacional.
A esto ayudan las vías de comunicación que permiten el tráfico fácil hacia San Cristóbal, Maracaibo y Caracas; esto se debe al hecho de ser un nudo vial, al igual que Barquisimeto. Se está construyendo la autopista San Cristóbal–La Fría, que mejorará las comunicaciones distritales. Desde Colón puede viajarse a la frontera con Colombia por la carrera San Pedro del Río–Ureña.

## Urbanismo
San Pedro del Río conserva una arquitectura típica de la región, con sus calles empedradas, y casas coloniales. 

### Centros de Salud
- Dr. Ernesto Segundo Paolini ubicado en la avenida Luis Hurtado Higuera, Parroquia Colon, Municipio Ayacucho, Teléfono: 0277-2914919 Fax: 0277-2914919.
- CDI, con sede en la Vía la San Juana
- Clínica San José
- Clínica el Carmen
- Hospital Clínico la Trinidad
- Materno quirúrgico Santa Lucía
- Ambulatorio Urbano I "Las Flores"; cuenta con 2 turnos, mañana y tarde, con servicio de enfermería y médico disponible, odontología y laboratorio.
- Ambulatorio Urbano 1 Los Chinatos
- Denti Salud
- Ipas Me (instituto adscrito al Ministerio de Educación, de servicio público).

## Personajes
- Ramón José Velásquez, fue Presidente de la República de Venezuela de forma interino, durante los periodos 1993-1996; luego de la destitución del entonces Presidente de Venezuela Carlos Andrés Pérez
- Pedro Antonio Ríos Reyna (San Juan de Colón, estado Táchira, Venezuela, 16 de noviembre de 1903 - †Nueva York, Estados Unidos, 13 de febrero de 1971) fue un violinista, compositor, director de orquesta y promotor cultural venezolano.
- Fabricio Vivas Ramírez, nacido en el año de 1951. Historiador, quien ha ocupado y dedicado su vida a la cultura e historia Venezolana. Es un reconocido autor de diversos libros en la cátedra de historia Venezolana. Es uno de los importantes investigadores adscritos al INSTITUTO DE ESTUDIOS HISPANOAMERICANOS de la Facultad de Humanidades y Educación en la Universidad Central de Venezuela. Se ha hecho conocer por sus obras; “Tributación y Reorganización del Trabajo Indígena en Venezuela (1687-1697)”,(2001); “El Cobre Americano en la Política de Castilla Siglos XVI-XVII”, (2009); “Movimiento Obrero Urbano en Venezuela 1936-1959” (1980); también conocido por artículos de ámbito económico-histórico como; “Comunicaciones Fluviales y Lacustres” (Fundación POLAR); “Monedas en Tierra Firme Siglos XVI-XVII”, (1992).
- Freddy Suesscun, Historiador y conocedor de la arqueología Ayacuchense
- Merys Henríquez, creadora la bandera del Municipio Ayacucho2
- Jairo Omar Bautista Ramírez. Hijo ilustre de Colón.
- Antonio Ramón Zambrano Molina. Líder Político, Primer Alcalde electo para dos períodos consecutivos.
- Ernesto Segundo Paolini Pérez; nacido en 1923, Médico Sanitarista, uno de los más importantes médicos de Salud Pública en Venezuela, Profesor de la Universidad de los Andes, Fundador de la Clínica El Carmen, El Hospital II de esta ciudad lleva su nombre, escritor del Libro El Diagnóstico de Salud en el Estado Táchira, y de la historia novelada "Mi Familia", pilar fundamental de la Familia Paolini (inmigrantes Italianos) quienes hicieron grande a Colón.

## Símbolos

### Bandera
La Bandera del Municipio Ayacucho posee los colores verde, rojo y amarillo y en el centro contiene una palmera. La franja superior es de color verde y simboliza la naturaleza, esperanza, amistad y respeto. La franja central de color rojo simboliza la sangre, el espíritu y el patrimonio del Municipio Ayacucho, en cuyo centro posee la figura de una palmera, emblema natural de San Juan de Colón, la cual está dispuesta en medio de dos ramas de laurel en símbolo de triunfo, victoria, grandeza y poder. La franja inferior o flotante de color amarillo simboliza la riqueza y el conocimiento del pueblo Ayacucho.
La bandera Municipal fue diseñada por la joven Merys Nahiryn Henríquez Hurtado, que bajo el seudónimo “Princesa de Hierro” resultó favorecida por el dictamen del jurado calificador del concurso: “Una Bandera para mi Municipio”, realizado en enero de 2013, auspiciado por el Instituto Autónomo Municipal de la Cultura (I.A.M.C.) presidido por la Prof. Gladys Castro Vda. De Nieto. Siendo adoptada como Bandera Oficial de nuestra entidad por el Ilustre Concejo Municipal de Ayacucho en Sesión Ordinaria Nro. 25 efectuada el 3 de julio de 2013, pasando a formar parte del Patrimonio Cultural del Municipio, conforme a lo dispuesto en las bases del concurso realizado. (Tomado de Boletín Informativo del Concejo Municipal Municipio Ayacucho)

Antiguo escudo del Municipio Ayacucho hasta finales de 2013.

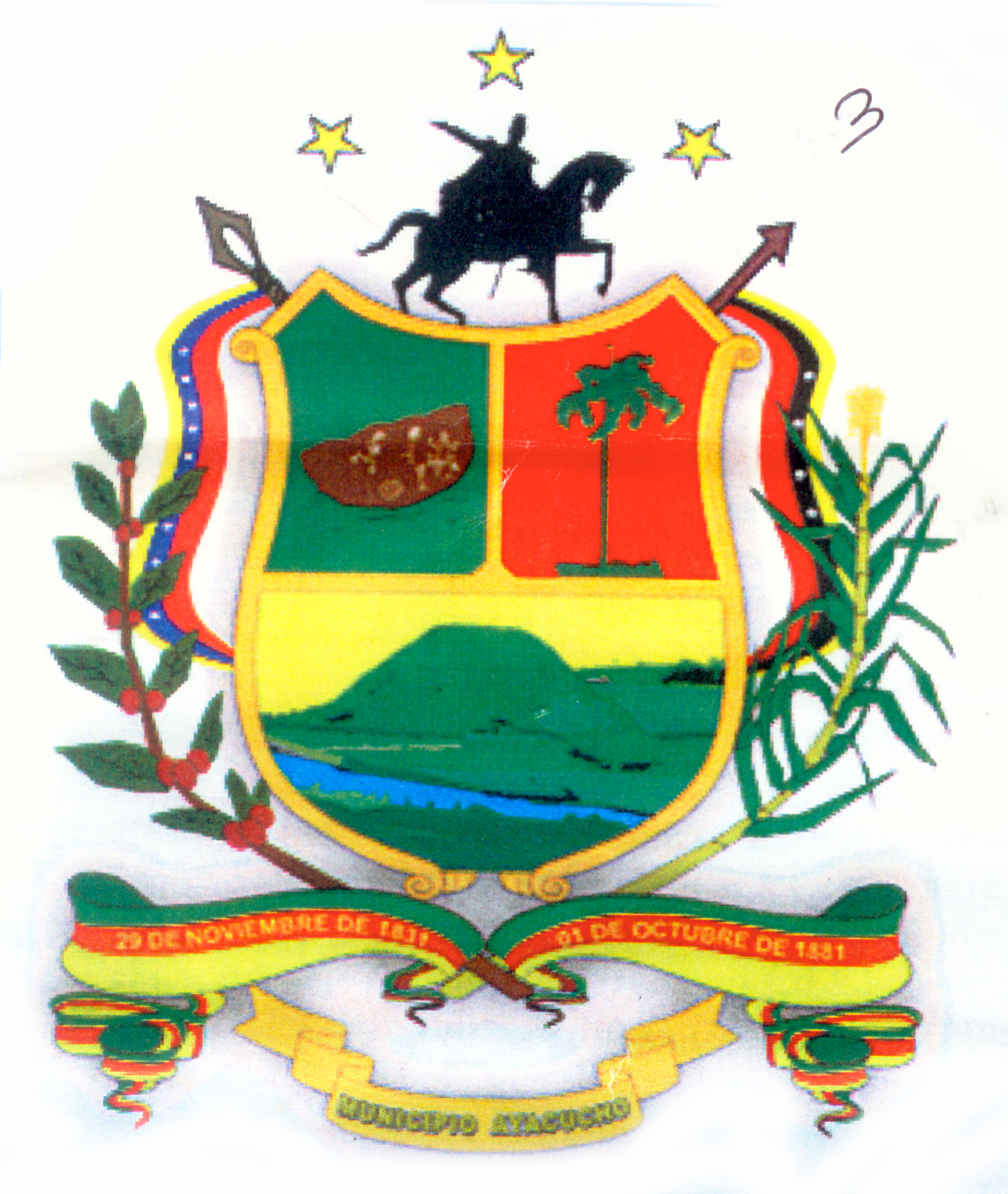
Escudo actual del Municipio Ayacucho desde 2014.

## Medios de Comunicación
Los Medios de Comunicación del Municipio son los diarios impresos de circulación regional y nacional (que lamentablemente llegan con bastante retraso), la radio y la televisión; el canal de televisión del municipio Ayacucho se llama "Ayacucho Televisión", conocida como empresa con el nombre comercial "AYATEL".Actualmente las emisoras que se encuentran activas son: Pentagrama 90.3,Urbano 97.3,funsdayer 102.9, Ángelus 106.9 y Sensacional 107.7 FM.

### Televisión
- Ayacucho Televisión canal 3
- ARMADURA TV canal 91 (cerrado)

## Política y gobierno

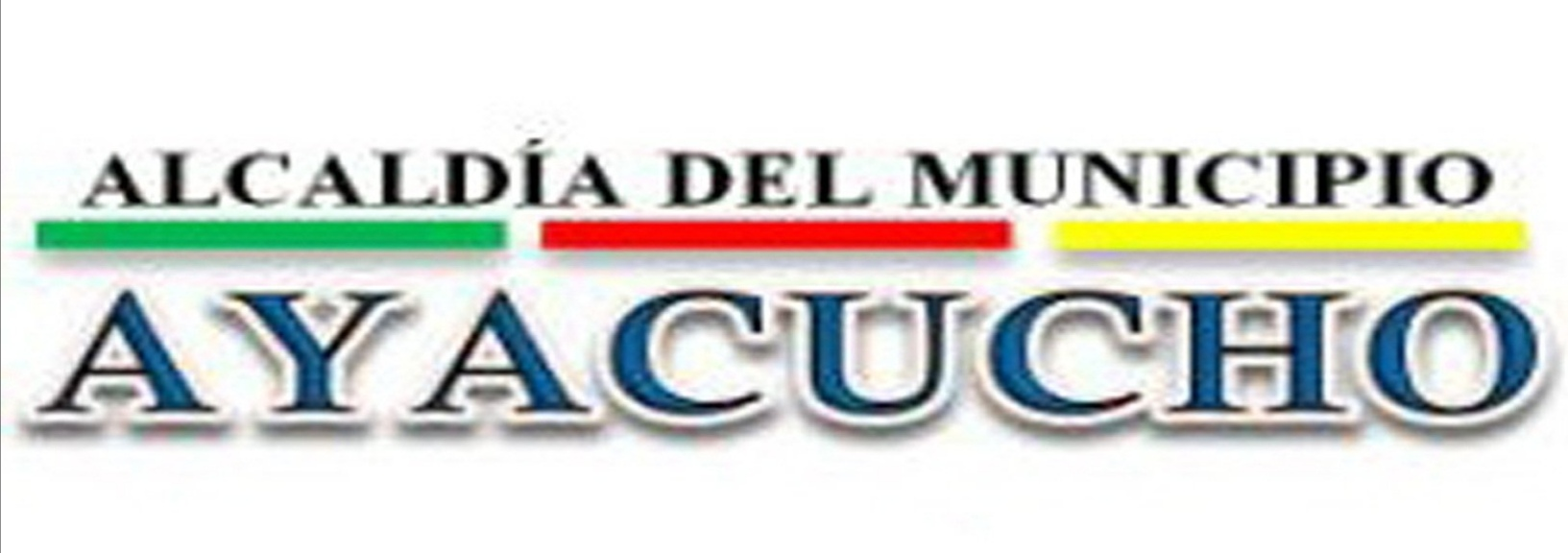
Logo de la Alcaldía (periodo 2017-2021).

### Alcaldes
| Período     | Alcalde                       | Partido político / Alianza | % de votos | Notas |
| ----------- | ----------------------------- | -------------------------- | ---------- | --- |
| 1989 - 1992 | Antonio Ramón Zambrano Molina |                            | 45,47      | Primer alcalde bajo elecciones directas |
| 1992 - 1995 | Antonio Ramón Zambrano Molina |                            | 64,07      | Reelecto |
| 1995 - 2000 | Gabino Paz                    |                            | -          | Segundo alcalde bajo elecciones directas (se realizaron elecciones generales adelantadas en el 2000 debido a la aprobación de la Constitución de 1999) |
| 2000 - 2004 | Gabino Paz                    |                            | 41,88      | Reelecto |
| 2004 - 2008 | Gabino Paz                    |                            | 46,74      | Reelecto |
| 2008 - 2013 | Miguel Chacón                 |                            | 50,99      | Tercer alcalde bajo elecciones directas (se postergan 1 año las elecciones municipales pautadas para finales del 2012) |
| 2013 - 2017 | Daniel Berbesi                |                            | 44,34      | Cuarto alcalde bajo elecciones directas |
| 2017 - 2021 | Yonnhy Liscano                |                            | 54,48      | Quinto alcalde bajo elecciones directas (Electo con la tarjeta del Partido de UNT, sin embargo pertenece a Acción Democrática) |
| 2021 - 2024 | Yonnhy Liscano                |                            | 51,92      | Reelecto. Actualmente el 20 de diciembre de 2023 fue expulsado de Acción Democrática por apoyar a la candidata de la Plataforma Unitaria (María Corina Machado). El 20 de junio de 2024 el gobierno venezolano le dio una prohibición para ejercer cargos o funciones públicas. |
| 2025-2029   | Yoira Vargas De Meza          |                            |            | Sexta alcaldesa bajo elecciones directas. |

### Concejo municipal
Período 1989 - 1992
| Concejales:              | Partido político / Alianza |
| ------------------------ | -------------------------- |
| Alvaro Roa Zambrano      | COPEI                      |
| José Baudilio Chávez     | COPEI                      |
| Miguel Apolinar          | COPEI                      |
| Carlos Chacón            | AD                         |
| María Camargo Duque      | AD                         |
| Carmen Estrada de Rangel | AD                         |
| José Ricardo Acevedo     | MAS                        |

Período 1992 - 1995
| Concejales:          | Partido político / Alianza |
| -------------------- | -------------------------- |
| Teodocio Cardozo     | COPEI                      |
| Victor Chacón        | COPEI                      |
| Gilberto Chávez      | COPEI                      |
| Alvaro Roa Zambrano  | COPEI                      |
| Miguel Apolinar      | COPEI                      |
| Juan Delgado         | AD                         |
| José Ricardo Acevedo | MAS                        |

Período 1995 - 2000
| Concejales:           | Partido político / Alianza |
| --------------------- | -------------------------- |
| Raul Castró Arismendi | COPEI                      |
| Teodocio Cardozo      | COPEI                      |
| Adolfo Martínez       | COPEI                      |
| Miguel Chacón         | COPEI                      |
| Carlos Gómez          | COPEI                      |
| Edgar Colmenarez      | MAS                        |
| Jesus Caicedo         | AD                         |

Período 2000 - 2005
| Concejales:        | Partido político / Alianza |
| ------------------ | -------------------------- |
| Jesus Alirio Pérez | MVR                        |
| Alexis Jaspe       | MVR                        |
| Angel Rosales      | MVR                        |
| Jesus Perez        | MVR                        |
| Eugenio Guillen    | COPEI                      |
| Victor Chacón      | COPEI                      |
| Carlos Gómez       | COPEI                      |

Período 2005 - 2013
| Concejales:        | Partido político / Alianza |
| ------------------ | -------------------------- |
| Maximo Rita Yezzy  | COPEI                      |
| Jorge Ivan Carrero | COPEI                      |
| Carlos Gómez       | COPEI                      |
| Carlos Paz         | COPEI                      |
| Carmen Labrador    | COPEI                      |
| Miguel Chácon      | COPEI                      |
| Armenio Ramírez    | MVR                        |

Período 2013 - 2018
| Concejales       | Partido político / Alianza |
| ---------------- | -------------------------- |
| Yoel Colmenares  | PSUV                       |
| Jean Carlos Vera | PSUV                       |
| Sinesio Ramos    | PSUV                       |
| Jehins Sánchez   | PSUV                       |
| Jesús Medina     | PSUV                       |
| Hender Chavez    | PSUV                       |
| Carlos Gómez     | MUD                        |

Período 2018 - 2021
| Concejales      | Partido político / Alianza |
| --------------- | -------------------------- |
| Juan Vivas      | PSUV                       |
| Anyelis Vargas  | PSUV                       |
| Erika Cardenas  | PSUV                       |
| Yasely González | PSUV                       |
| Jaime Dejaron   | PSUV                       |
| Lilibeth Torres | PSUV                       |
| Edgar Guerrero  | COPEI                      |

Período 2021 - 2025
| Concejales       | Partido político / Alianza |
| ---------------- | -------------------------- |
| Alexis Gutierrez | AD                         |
| Maria González   | AD                         |
| José Pedraza     | AD                         |
| Jhoanfer García  | AD                         |
| Nelly Ibarra     | AD                         |
| Claudia Mora     | PSUV                       |
| Franklin Mora    | PSUV                       |